# 林依晨
林依晨（英語：Ariel Lin，1982年10月29日—），台灣演員、歌手，於2002年以電視劇 《十八歲的約定》出道，及後於2008年以《惡作劇2吻》在第43屆金鐘獎首度獲得戲劇節目女主角獎，是首位以偶像劇獲獎的女演員。2009年5月，林依晨加盟愛貝克思唱片，同年推出首張國語專輯《幸福遇見》。2012年以電視劇《我可能不會愛你》在第47屆金鐘獎二度獲得戲劇節目女主角獎。

## 早年经历
林依晨出生於宜蘭縣，就學於雙北，曾就讀臺北縣蘆洲鄉鷺江國民小學、臺北縣立三民高級中學(國中部)、臺北市立明倫高級中學。2000年，林依晨為了幫弟弟換新電腦，參加自立報系《台北捷運報》第一屆「捷運超美女」競賽，並奪得第一名。2001年高中畢業後，林依晨考進國立政治大學韓文系，2005年畢業。

## 演艺生涯
林依晨在大學時期進入演藝圈，同年拍攝第一部電視劇《十八歲的約定》，並因該作品而走紅，其後參演《我的祕密花園》Ⅰ&Ⅱ、《七年級生》、《愛情合約》、《惡作劇之吻》、《天外飛仙》、《東方茱麗葉》等。除了電視劇外，林依晨在2003年以電影《飛躍情海》入圍第40屆金馬獎最佳女主角。第40屆金馬獎以《飛躍情海》同時入圍最佳新演員獎及最佳女主角獎，因《空手道少女組》和《飛越情海》是同年拍攝，故金馬獎執委會認定最佳新演員獎資格不符合。
2006年，在拍攝《射雕英雄傳》時，因男主角胡歌遇到車禍暫時停拍，於9月底赴紐約電影學院短期進修一個月。
2009年2月，林依晨因罹患腦下垂體蝶鞍部囊腫而住院治療，同年4月復出，5月加盟愛貝克思，7月10日推出首張國語個人專輯《幸福遇見》。
2011年，林依晨在《我可能不会爱你》後宣布有意暫別電視圈，但直到《兰陵王》拍摄完成后才离开，于2013年9月就读倫敦大學中央演講和戲劇學院一年碩士學程，進修螢幕表演。2018年，以时装剧《老男孩》回歸电视。

## 個人生活
林依晨第一段恋情是和高中一见钟情的学长，「但他國中時談了兩段戀愛，因而高中聯招成績不盡理想，讓她母親很傷心，自己也很後悔，於是便下定決心高中三年都不談感情等考上好大學了再說」。林依晨表示這段感情「很銘心刻骨，等待了三年，在一起三年。等待，是我們之間的常態。」两人从她大一交往至大三，后来因不能体谅她的工作而分手。2007年，好友许玮伦过世后不久，林依晨意识到要把握当下，于是向心仪的人告白，却因对方有女友而作罢。2010年，林依晨与富少郑家尧恋爱。2011年11月，林依晨在個人官網承认分手：「是的，我們已經分開，不是因為年紀，也不是信任感問題，只是這環境太複雜，而我的工作性質太挑戰人性」。
2011年底，林依晨与相识10多年的林于超在一场婚礼上一起当伴娘和伴郎而来电。2012年1月，两人开始交往，同年8月恋情曝光。林于超家族在台湾经营潜水器材公司，林于超本人在美国加州分公司工作。2014年10月29日，林依晨与林于超訂婚。12月24日，两人完婚。2021年9月29日，林依晨宣布懷孕，同年產下一女。2025年6月16日，林依晨宣布她已於兩天前生下男寶寶，母子平安。

## 演出作品

### 電視劇
| 年份   | 電視台                                   | 劇名               | 角色     | 性質 |
| ------ | ---------------------------------------- | ------------------ | -------- | ---- |
| 2002年 | 八大綜合台                               | 《十八歲的約定》   | 夏曉彤   | 主角 |
| 2002年 | 台視                                     | 《紫色角落》       | Stacy    | 客串 |
| 2003年 | 台視                                     | 《名揚四海》       | (小)燕如 | 客串 |
| 2003年 | 中視                                     | 《我的秘密花園》   | 范小敏   | 主角 |
| 2003年 | TVBS-G                                   | 《七年級生》       | 吳雅莉   | 主角 |
| 2004年 | 中視                                     | 《我的秘密花園2》  | 范小敏   | 主角 |
| 2004年 | TVBS-G                                   | 《愛情合約》       | 成曉風   | 主角 |
| 2005年 | 中視 八大綜合台                          | 《惡作劇之吻》     | 袁湘琴   | 主角 |
| 2005年 | 中視 八大綜合台                          | 《終極一班》       | 袁湘琴   | 客串 |
| 2006年 | 中視                                     | 《天外飛仙》       | 七仙女   | 主角 |
| 2006年 | 八大綜合台                               | 《東方茱麗葉》     | 林瀨穗   | 主角 |
| 2007年 | 中視 八大綜合台                          | 《惡作劇2吻》      | 袁湘琴   | 主角 |
| 2008年 | 廈門電視台 八大第一台                    | 《射鵰英雄傳》     | 黃蓉     | 主角 |
| 2008年 | 中視 八大綜合台                          | 《我的億萬麵包》   | 曾善美   | 主角 |
| 2011年 | 民視 八大綜合台                          | 《我可能不會愛你》 | 程又青   | 主角 |
| 2013年 | 東方衛視 浙江衛視 深圳衛視 雲南衛視 中視 | 《蘭陵王》         | 楊雪舞   | 主角 |
| 2018年 | 湖南卫视                                 | 《老男孩》         | 林小歐   | 主角 |
| 2019年 | 愛奇藝                                   | 《小女花不棄》     | 花不棄   | 主角 |
| 2024年 | 公視主頻 八大戲劇台                      | 《不夠善良的我們》 | 簡慶芬   | 主角 |
| 2024年 | 《同棲散策》                             |                    |          | 主角 |

### 電影
| 年份           | 電影名稱                        | 角色   | 性質              |
| -------------- | ------------------------------- | ------ | ----------------- |
| 2003年9月12日  | 空手道少女組                    | 葉麗珠 |                   |
| 2004年2月14日  | 飛躍情海                        | 林小英 |                   |
| 2011年10月14日 | 戀愛恐慌症                      | 梁若晴 |                   |
| 2014年1月17日  | 甜蜜殺機                        | 高依萍 |                   |
| 2015年10月23日 | 234說愛你                       | 簡沛薰 |                   |
| 2015年12月4日  | 杜拉拉追婚記 臺灣名稱：追婚日記 | 杜拉拉 |                   |
| 2016年5月22日  | 迷途台北                        |        | 短片/首度擔任製片 |
| 2016年9月23日  | 我的蛋男情人                    | 曾梅寶 |                   |
| 2017年4月21日  | 神秘家族                        | 苗苗   |                   |
| 2020年7月15日  | 打噴嚏                          | 莊心心 |                   |
| 2022年11月25日 | 女優，摔吧！                    | 晨晨   |                   |
| 2023年11月17日 | 車頂上的玄天上帝                | 黃芙月 |                   |
| 2025年9月19日  | 失明                            | 許書儀 | 兼任監製          |
| 2025年10月3日  | 深度安靜                        | 依庭   |                   |

### 微電影
| 年份   | 出版         | 電影名稱                                            | 角色           | 性質 | 類型         |
| ------ | ------------ | --------------------------------------------------- | -------------- | ---- | ------------ |
| 2010年 | LoveLife     |                                                     | 代言人         | 慈善 | 短片         |
| 2011年 | 網易微電影   | 三個願望                                            | 夢中美女       |      | 短片         |
| 2012年 | Lativ 服飾   | 代課老師                                            | 老師           |      | 短片         |
| 2012年 | 相信音樂     | 諾亞方舟明日重生版「第二人生」                      | 演唱會串場影片 |      |              |
| 2013年 | 潘婷洗髮乳   | Dare to Dream                                       | 導演           |      | 紀錄片、短片 |
| 2013年 | 新加坡旅遊局 | 從心發現愛                                          | 程又青         |      | 短片         |
| 2014年 | 可愛多       | 這一刻，愛吧                                        | 江艾           |      | 短片         |
| 2014年 | Crocs 卡駱馳 | 春·FUN享舒悅 夏·FUN享惊艳 秋·FUN享炫彩 冬·FUN享暖心 |                |      | 短片         |
| 2014年 | 香港迪士尼   | 幸福的原點                                          |                |      | 短片         |

### 舞台劇
| 日期                     | 劇名                   | 角色 |
| ------------------------ | ---------------------- | ---- |
| 2009年11月13日~2010年2月 | 男人與女人之戰爭與和平 | 安琪 |

### 配音
- 2004 MV《白月光》（主唱張信哲）韓語旁白
- 2005 迪士尼電影《金龜車賀比》中文版女主角配音
- 2011 3D動畫電影《憶世界大冒險》女主角（小塔）配音

## 音樂作品

### 個人專輯
- 註：專輯詳細資訊請參閱各專輯條目

| 專輯 # | 專輯資料                                                                    |
| ------ | --------------------------------------------------------------------------- |
| 1st    | 首張正規專輯《幸福遇見》 - 發行日期：2009年7月10日                          |
| 1st    | 首張正規專輯《幸福遇見-夏日幸福紀念盤CD+DVD》 - 發行日期：2009年8月21日     |
| 2nd    | 第二張正規專輯《美好的旅行》 - 發行日期：2010年8月21日                      |
| 2nd    | 第二張正規專輯《美好的旅行限量紀念精裝版》 - 發行日期：2010年8月21日        |
| 2nd    | 第二張正規專輯《美好的旅行-美好旅程分享盤CD+DVD》 - 發行日期：2010年9月24日 |

### 原聲帶
| 年份   | 名稱                         | 收錄                                                            |
| ------ | ---------------------------- | --------------------------------------------------------------- |
| 2003年 | 《空手道少女組電視原聲帶》   | 收錄《空手道少女組》（林依晨、孫麗婷, 黃湘怡, 安以軒, 袁詠儀）  |
| 2004年 | 《我的秘密花園2電視原聲帶》  | 收錄《Cha Cha》（林依晨、楊謹華、梁又琳、林立雯、張天霖、李岳） |
| 2004年 | 《愛情合約電視原聲帶》       | 收錄《孤單北半球》                                              |
| 2005年 | 《外出電影原聲帶》           | 收錄《歸途》                                                    |
| 2006年 | 《東方茱麗葉電視原聲帶》     | 收錄《非你莫屬》                                                |
| 2007年 | 《惡作劇2吻電視原聲帶》      | 收錄《你》（吉他甜蜜版、弦樂版）                                |
| 2008年 | 《我的億萬麵包電視原聲帶》   | 收錄《麵包的滋味》                                              |
| 2011年 | 《我可能不會愛你電視原聲帶》 | 收錄《翅膀》                                                    |

### 其他
- 2007年 《天使的翅膀》

献給許瑋倫的歌，由許瑋倫的弟弟許志瑋與好友林依晨、鄭元暢、楊丞琳、賀軍翔、王心凌、黃嘉千、霍建華、陳宇凡、林韋君、施易男、范逸臣、楊謹華、品冠、小鬼、Ben等人合唱黃韻玲特別譜寫的歌曲
- 2007年 《路尼亞戰記》（路尼亞戰記Online中文主題曲）
- 2008年 翻譯韓國團體酷懶之味男主唱Alex（艾力克斯）首張個人專輯主打歌《如果是妳》的中文歌詞及撰寫導聽短文
- 2010年 《守護星》（守護之星Online中文主題曲）

### 演唱會
- 林依晨其他大型演唱會

| 日期           | 演唱會名稱                       | 舉行地點                        |
| 2009年8月15日  | KissRadio 青春無敵心光閃耀演唱會 | 高雄捷運中央公園站廣場(1號出口) |
| 2010年10月16日 | Asia Music Summit演唱會          | 品川的Stella Bal                |
| 2012年1月7日   | 超級巨星紅白藝能大賞             | 台北小巨蛋                      |
| 2012年12月21日 | 《風度men’s uno》聖誕演唱會      | 北京五棵松M空间                 |
| 2013年1月26日  | 超級巨星紅白藝能大賞             | 台北小巨蛋                      |

### MV
- 2004年 《Cha Cha》 (我的秘密花園2電視原聲帶)
- 2004年 《孤單北半球》
- 2005年 《亂世浮生》
- 2007年 《路尼亞戰記》
- 2009年 《螢火蟲》
- 2009年 《螢火蟲》 Summer Story
- 2009年 《甜蜜花園》
- 2009年 《Come to Me》
- 2009年 《依靠》
- 2009年 《接近無限的藍》
- 2009年 《惡作劇》 韩版

## 節目主持
| 日期                           | 電視台     | 節目名稱         | 集數 |
| ------------------------------ | ---------- | ---------------- | ---- |
| 2010年11月14日－2010年12月26日 | 中視       | 《首爾酷旅行》   | 7    |
| 2002年                         | 台灣TVBS-G | 《元氣唱片行》   |      |
| 年份不詳                       | 台灣TVBS-G | 《AIUEO》        |      |
| 年份不詳                       | 台灣TVBS-G | 《東京流星物語》 |      |

## 音樂錄影帶

### 演出
- 2001年 五月天《相信》
- 2001年 江美琪《寂寞飛行》
- 2001年 周杰倫《雙截棍》
- 2001年 林憶蓮《紙飛機》
- 2002年 周渝民《Make a Wish》
- 2002年 陶喆《Angel》
- 2002年 動力火車《鎮守愛情》
- 2003年 Tension《She's having my baby》
- 2004年 張簡《單純的臉孔》 (我的秘密花園2電視原聲帶)
- 2004年 胡彥斌《Waiting for You》
- 2004年 張信哲《白月光》（幕後的韓文口白配音）
- 2005年 五月天《亂世浮生》
- 2005年 王藍茵《惡作劇》
- 2006年 羅志祥《好朋友》
- 2007年 群星《天使的翅膀》，發表於《許瑋倫2007光芒音樂會》中，由許瑋倫弟弟許志瑋與其眾好友為許瑋倫特別譜寫的歌曲。
- 2008年 側田《跳动的心》
- 2009年 鄭元暢《不死心》 冷版
- 2009年 鄭元暢《不死心》 温馨版
- 2012年 蔡依林《詩人漫步》
- 2013年 五月天《2012》
- 2014年 楊丞琳《其實我們值得幸福》
- 2014年 周杰倫《算什麼男人》
- 2020年 陳立農《溫柔時空》
- 2021年 劉若英《各自安好》

### 影劇畫面剪輯
- 2003年 尤秋興《Rainbow》（剪輯《名扬四海》畫面）
- 2004年 林依晨《孤單北半球》（剪輯《愛情合約》畫面）
- 2004年 梁靜茹《中間》（剪輯《愛情合約》畫面）
- 2004年 丸子 《Shinning》（剪輯《愛情合約》畫面）
- 2004年 張震嶽 《失去》（剪輯《愛情合約》畫面）
- 2004年 張震嶽 《關於我們之間的事》（剪輯《愛情合約》畫面）
- 2004年 潘協慶 《中間》（鋼琴版）（剪輯《愛情合約》畫面）
- 2005年 Jason&溫嵐《Say that u love me》（剪輯《惡作劇之吻》畫面）
- 2005年 方雅賢《遇到》（剪輯《惡作劇之吻》畫面）
- 2005年 梁心頤《靠近一點點》（剪輯《惡作劇之吻》畫面）
- 2005年 王威登 & 溫嵐 《能不能》（剪輯《惡作劇之吻》畫面）
- 2005年 王俞勻 《全世界的人都知道》（剪輯《惡作劇之吻》畫面）
- 2005年 何書宇 《後悔》（剪輯《惡作劇之吻》畫面）
- 2005年 王藍茵《惡作劇》（剪輯《惡作劇之吻》畫面）
- 2006年 S.H.E 《一眼萬年》 (剪輯《天外飛仙》畫面)
- 2006年 Tank 《千年淚》 (剪輯《天外飛仙》畫面)
- 2006年 胡歌 《天亮以後》 (剪輯《天外飛仙》畫面)
- 2006年 吳艾倫 & 林靜 《古靈精怪》 (剪輯《天外飛仙》畫面)
- 2006年 胡歌 《月光》 (剪輯《天外飛仙》畫面)
- 2006年 《棋只》 (剪輯《天外飛仙》畫面)
- 2006年 花園精靈《逆風》(剪輯《东方茱丽叶》畫面)
- 2006年 林依晨《非你莫屬》(剪輯《东方茱丽叶》畫面)
- 2007年 范曉萱《幸福合作社》(剪輯《惡作劇2吻》畫面)
- 2007年 林依晨《你》(剪輯《惡作劇2吻》畫面)
- 2008年 黃文星《歐兜水》(剪輯《我的億萬麵包》畫面)
- 2024年 蔡健雅《善良的我們》(剪輯《不夠善良的我們》畫面)

## 著作
- 2005年9月9日《林家女孩依晨的青春部落格》ISBN 9576799775
- 2008年3月28日《林依晨的紐約貝果日記》ISBN 9789868414341
- 2010年8月12日《美好的旅行》ISBN 9789866606991
- 2022年1月13日《做自己，為什麼還要說抱歉？》ISBN 9789570861471

## 獎項紀錄
| 年份   | 作品                         | 獎項                                                            | 結果 |
| ------ | ---------------------------- | --------------------------------------------------------------- | ---- |
| 2003年 | 《飛躍情海》                 | 第40屆金馬獎－最佳女主角獎                                      | 入圍 |
| 2008年 | 《惡作劇2吻》                | 第43屆金鐘獎－戲劇節目女主角獎                                  | 獲獎 |
| 2009年 |                              | 香港Yahoo!搜尋人氣大獎－國際女演員獎、 亞洲區最具號召力女藝人獎 | 獲獎 |
| 2010年 |                              | 雪碧音樂榜－台灣地區最優秀新人獎、台灣地區傳媒推薦大獎          | 獲獎 |
| 2010年 | 《美好的旅行》               | 音樂飆榜－十大金曲獎                                            | 獲獎 |
| 2010年 |                              | 星尚大典－星尚紅毯先鋒人物獎                                    | 獲獎 |
| 2011年 | 《花一開就相愛吧》           | 雪碧音樂榜－港台金曲獎、台灣地區傳媒推薦大獎                    | 獲獎 |
| 2011年 |                              | 第3屆台灣Yahoo!奇摩人氣大獎－最受歡迎電視女演員獎               | 獲獎 |
| 2011年 |                              | 優酷大劇盛典－優酷指數港台地區最佳女主角獎                      | 獲獎 |
| 2012年 |                              | 雪碧音樂榜－台灣地區至in彩鈴獎、台灣地區傳媒推薦大獎            | 獲獎 |
| 2012年 | 《我可能不會愛你》           | 第47屆金鐘獎－戲劇節目女主角獎                                  | 獲獎 |
| 2012年 |                              | 第7屆香港Yahoo!人氣大獎－海外女演員獎                           | 獲獎 |
| 2015年 | 與楊丞琳《其實我們值得幸福》 | 第3屆音悅V榜年度盛典－港台年度最佳合作獎                        | 獲獎 |
| 2015年 |                              | 第10屆首爾國際電視節－亞洲之星大賞                              | 獲獎 |
| 2017年 |                              | 微博之夜－年度女神獎                                            | 獲獎 |
| 2024年 | 《不夠善良的我們》           | 第6屆亞洲內容大獎&全球OTT大獎最佳女主角                         | 獲獎 |
| 2024年 | 《不夠善良的我們》           | 第59屆金鐘獎迷你劇集／電視電影女主角獎                          | 提名 |
| 2024年 |                              | 2024爱奇艺尖叫之夜—亚太年度优秀演员                             | 獲獎 |

## 爭議
2024年時林依晨於中國錄製真人秀節目《心動的信號第7季》，突舉手高喊「我是成都人」，引發爭議結果遭炎上，其政治大學韓文系恩師朱立熙表示：「從未教過成都人」，實在對「零負評太失望了！」。對此，林依晨於記者會回應：「 成都、台北及宜蘭是她祖父母、外祖父母及她生長的地方，沒有這些人就沒有她，請大家理解」。

## 外部連結
- 林依晨的Facebook專頁
- 林依晨的新浪微博
- 林依晨的Instagram帳戶
- 林依晨在互联网电影资料库（IMDb）上的資料（英文）
- 林依晨在香港影庫上的簡介
- 林依晨在豆瓣上的资料（简体中文）
- 林依晨在时光网上的簡介（简体中文）
- 林依晨在台灣電影網上的資料（繁體中文）